# Prästdeklarationen med anledning av Svenska kyrkans beslut om välsignelse av registrerade partnerskap
Prästdeklarationen med anledning av Svenska kyrkans beslut om välsignelse av registrerade partnerskap var ett upprop som initierades den 1 november 2005 av Yngve Kalin, komminister i Hyssna i Västergötland, med anledning av kyrkomötets beslut den 27 oktober 2005 att två människor av samma kön som ingått ett registrerat partnerskap skall kunna få en välsignelse i kyrkan över sitt partnerskap i kyrkan.
Uppropet kom att undertecknas av 867 präster. I anslutning till uppropet fanns en länk till ett kompletterande upprop riktat till dem som inte var präster, som kom att undertecknas av 6794 personer.
Initiativtagaren Yngve Kalin beskrev uppropets tillkomst med att han i samtal med andra kände att något måste göras för att markera att beslutet om välsignelse av partnerskap är ett beslut som man inte kunde stödja.
Kalin utvecklade och breddade sin kritik av beslutet bland annat i en debattartikel i Svenska Dagbladet den 8 februari 2006, där han hävdade att Svenska kyrkan förvandlats "till en unik kyrkobildning, funktionellt ateistisk, samtidsanpassad och kontextuell i den meningen att den speglar samhället och de rådande modeideologierna", och att detta var "resultatet av en konsekvent genomförd strategi med socialdemokratiska förtecken".
Uppropet väckte stor uppmärksamhet och många reaktioner. Bland annat tog Svenska kyrkans ledning avstånd från uppropet, och framhöll att beslutet om den nya välsignelseakten fattats i stor majoritet av kyrkomötet och att den präst som inte vill hålla i en välsignelseakt av det nya slaget inte behövde göra det.